# Йосиповка (Киевская область)
Йосипо́вка (укр. Йосипівка) — село, входит в Белоцерковский район Киевской области Украины.
Население по переписи 2001 года составляло 251 человек.

## История
В 1946 г. указом ПВС УССР село Юзефовка переименовано в Йосиповку

## Местный совет
09142, Киевская обл., Белоцерковский р-н, с. Йосиповка, ул. Советская, 44